# فيل غراهام (صحفي)
فيل غراهام (بالإنجليزية: Phil Graham)‏ هو ناشر وصحفي أمريكي، ولد في 18 يوليو 1915 في داكوتا الجنوبية في الولايات المتحدة، وتوفي في 3 أغسطس 1963 في Marshall, Virginia ‏ في الولايات المتحدة.

## وصلات خارجية
- فيليب غراهام على موقع الموسوعة البريطانية (الإنجليزية)
- فيليب غراهام على موقع إن إن دي بي (الإنجليزية)